# Myrmekiaphila fluviatilis
Espèce
Synonymes
- Mygale fluviatilis Hentz, 1850

Myrmekiaphila fluviatilis est une espèce d'araignées mygalomorphes de la famille des Euctenizidae.

## Distribution
Cette espèce est endémique du Nord-Est de l'Alabama aux États-Unis,.

## Publication originale
- Hentz, 1850 : Descriptions and figures of the araneides of the United States. Boston Journal of Natural History, vol. 6, p. 18-35 & 271-295.